# Choirul Huda
Choirul Huda (Lamongan, Java Oriental; 2 de junio de 1979-ibídem, 15 de octubre de 2017) fue un futbolista indonesio que jugaba en la demarcación de portero.

## Biografía
Debutó como futbolista en 1999 con el Persela Lamongan en la Divisi Dua Liga Indonesia, la cuarta categoría del fútbol indonesio. Después de dos temporadas ayudó al club a ascender a la Divisi Satu Liga Indonesia, tercer nivel de la liga. De nuevo, dos años más tarde promocionó a la Primera División de Indonesia, y finalmente en 2006 a la Superliga de Indonesia, máxima categoría del fútbol indonesio. Su mayor logro lo consiguió al quedar en cuarta posición en la liga de la temporada 2011/12 que ganó el Sriwijaya FC. Jugó un total de 503 partidos con el club, siendo el jugador con más encuentros disputados en la historia del equipo, y ostentó hasta su último partido el brazalete de capitán.
El 15 de octubre de 2017, Huda falleció a los 38 años de edad en un encuentro de la Liga 1 de Indonesia 2017 que disputaba el Persela Lamongan contra el Semen Padang FC, tras golpearse accidentalmente en la cabeza y en el cuello con su compañero Ramon Rodrigues a la hora de intentar despejar un disparo del equipo contrario.

## Clubes
| Club             | País      | Año       | Partidos | Goles |
| ---------------- | --------- | --------- | -------- | ----- |
| Persela Lamongan | Indonesia | 1999-2017 | 503      | 0     |